# Než jsem tě poznala
Než jsem tě poznala je román Jojo Moyesové. Kniha vyšla poprvé ve Spojeném království 5. ledna 2012, v Česku až v roce 2013. Pokračování s názvem Život po tobě vyšlo v Česku v roce 2016.

## Děj
Vysoce postaveného a bohatého Willa Traynora, který si dosud užíval spoustu dobrodružství a žil život naplno, postihne nešťastná nehoda a z něj se stává kvadruplegik upoutaný na invalidní vozík, neschopný života bez pomoci jiných.
Louisa Clarková žije v chudší rodině, po celý život zastíněná svou mladší sestrou Katrinou. Má sedmiletý vztah s Patrickem a až na rodinné finanční vztahy, vede spokojený a velice optimistický život. Po dvou letech od Willovy nehody ztratí Louisa svou milovanou práci v místní kavárně. Její rodina je zklamaná, protože žije pouze z její mzdy. Louisa několikrát navštíví Úřad práce, až se ji naskytne možnost starat se o zdravotně postiženého muže. Camilla Traynorová ji přijme na místo pečovatelky a doufá, že tím Willův život oživí. Přes všechny začáteční neúspěchy si Luisa k Willovi najde cestu a Will se stává více hovorným a otevřeným.
Jednoho dne se Louisa dozví, že Will se pokusil spáchat sebevraždu a hodlá svůj život ukončit ve středisku asistované smrti Dignitas ve Švýcarsku. Louisa se rozhodne změnit jeho názor na život a snaží se ho přesvědčit o tom, že má pro co žít a že jeho život onou nehodou neskončil.
Během následujících dní Louisa vymýšlí spoustu výletů a akcí, které by s Willem a jeho ošetřovatelem Nathanem mohli podniknout. Jako poslední pokus o Willovu záchranu podniknou cestu na Mauricius.
Během společných rozhovorů Will zjistí, jak malé má Louisa ambice a snaží se jí motivovat do nějaké akce, zábavy a dobrodružství.
Poslední den dovolené na Mauriciu Louisa přizná Willovi, že ho miluje a políbí ho. Will ji lásku opětuje, ale ani to nezmění jeho rozhodnutí vzdát se života.
Před Willovou smrtí se s Louisou shodnou, že společný půl rok, byl ten nejlepších v jejich životech. Následně Will v Dignitas umírá.
Will Louise odkáže velké množství peněz na rozšíření obzorů a na dokončení vzdělání.

## Postavy
- Louisa (Lou) Clarková — 26letá dívka, která je kreativní, talentovaná a vtipná. Bohužel se podceňuje a má velmi nízké ambice. Její život se změní, když začne pracovat jako pečovatelka pro ochrnutého muže. Po čase se naučí využívat svých schopností a vystoupí ze své komfortní zóny.
- William (Will) Traynor — 35letý muž, který se po srážce s motorkou stane kvadruplegikem. Je inteligentní a zajištěný, nicméně jeho omezení jej změnilo na naštvaného a hořkého. Není schopný přijmout, že už nikdy nebude aktivním a dobrodružným člověkem, jakým býval dříve a chce ukončit svůj život.
- Camilla Traynor — Willova matka, která má se svým synem napjatý vztah. Je přísná a vážná, ale stará se o synovo blaho.
- Steven Traynor — Willův otec, který byl většinu dětství svých dětí pryč. Camilla jej obviňuje ze zničení jejich rodiny. Chce se s Camillou rozvést.
- Katrina (Treena) Clarková — mladší sestra Louisy, která je svobodnou matkou. Pracuje v květinářství. Vždy byla považována za tu inteligentnější ze sester. I přes sesterskou soutěživost, se s Louisou podporují.
- Patrick — Louisin přítel, který pracuje jako osobní trenér. Je posedlý sportem a dietami.
- Nathan — Willův ošetřovatel a zároveň jeho přítel.
- Thomas — syn Katriny, synovec Louisy.
- Georgina Traynorová — Willova sestra, která žije a pracuje v Austrálii.
- Bernard Clark — Louisin otec.
- Josephine — Louisina matka.
- Alica Dewaresová — bývalá přítelkyně Willa, která si vzala Willova kolegu Rupperta. Je krásná a křehká, ale žije podle standardů vyšší společnosti.
- Rupert Freshwell — Willův starý přítel z práce. Vzal si Willovu expřítelkyni Alici.
- Major Timothy Dewares — otec Alicie Dewarese.
- Frank — Louisin předchozí zaměstnavatel.